# Paripurna navasana

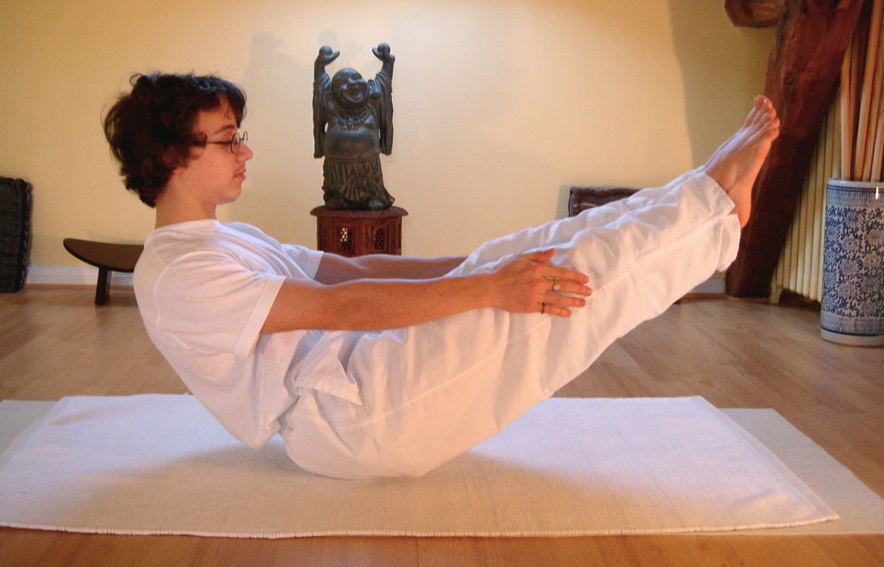
De Volledige Boot
Paripurna Navasana

Paripurna Navasana (Sanskriet voor volledige boothouding) is een veelvoorkomende houding of asana.
| Sanskriet | vertaling                   |
| paripurna | volledig, compleet          |
| nava      | boot                        |
| asana     | houding (letterlijk: 'zit') |

## Beschrijving
Deze houding wordt uitgevoerd liggend op de rug. Vanuit het heupgewricht wordt met komt het bovenlichaam met een rechte rug overeind en tegelijkertijd worden beide voeten met rechte benen opgeheven. De armen zijn gestrekt, recht en vormen een horizontale lijn. De handpalmen zijn naar binnengericht en de beweging komt tot stilstand wanneer de handen ter hoogte van de knieën komen. De ogen zijn op de tenen gericht.